# Al-Quwa Al-Jawiya FC Bagdad
L'Al-Quwa Al-Jawiya FC Bagdad (àrab: نادي القوة الجوية, Nādī al-Quwwa al-Jawiyya, ‘Club de les Forces Aèries') és un club de futbol iraquià de la ciutat de Bagdad. El club va ser fundat el 4 de juliol de l'any 1931 per un grup de policies de la RAF de la base de Hanaidi amb el nom de Gipsy Moth, essent el primer club de l'Iraq. Posteriorment adoptà el nom en àrab d'Al-Quwa Al-Jawiya. L'any 1968 canvià el nom pel d'Al-Tayaran (‘Línies Aèries'), retornant al nom original l'any 1991.

## Palmarès
- Lliga iraquiana de futbol:[3]
  - 1974–75, 1989–90, 1991–92, 1996–97, 2004–05, 2016–17, 2020–21
- Lliga de la Federació Central de futbol:[3]
  - 1957–58, 1961–62, 1963–64, 1972–73, 1973–74
- Copa iraquiana de futbol:[4]
  - 1977–78, 1991–92, 1996–97, 2015–16, 2020–21
- Copa Mare de totes les Guerres:[4]
  - 1994, 1996, 1998
- Supercopa iraquiana de futbol:[4]
  - 1997, 2001
- Copa de la Federació Central de futbol:[4]
  - 1962, 1964, 1973–74